# Турконяк, Раймонд Павлович
Раймонд (Роман) Павлович Турконяк (род. 1949) — архимандрит Украинской Греко-Католической церкви , доктор богословия и доктор литургики, библейский переводчик, иеромонах Студийского устава. Почётный профессор и заведующий кафедрой богословия Национального университета «Острожская академия».
Настоящая семейная фамилия — «Торконяк», а «Турконяк» стало результатом ошибки в регистрационных документах отца.

## Биография
Родился 7 мая 1949 года в Манчестере (Великобритания) в семье украинцев Павла Турконяка и Стефании Сас. Жил за границей — в Германии, США и Италии. Является гражданином США, живёт во Львове.
С 1960 года учился в Украинской Папской Малой Семинарии в Риме. Среднее образование завершил в июне 1966 года, в этом же году поступил в Украинской Папской Коллегии св. Иосафата в Риме. В это же время принимал студии философии в Папском Урбанианском Университете в Риме. В 1968 году получает степень бакалавра философии. Продолжал изучать богословие в Колледже св. Патрика в Мейнути, Ирландия (St patrick’s College, Maynooth) и на богословском факультете в Папском Урбанианском Университете и Украинском Католическом Университете св. Климента в Риме. В июне 1972 года окончил обучение в Папском Урбанианском Университете в Риме со степенью магистра богословия. Продолжил научную работу в специализации «литургика» и получил степень доктора богословия Украинского Католического Университета. В 1977 году получил степень доктора богословия после защиты труда под названием «Понятие Церкви в Минеях Четиях митр. Дмитрия Туптало Ростовского».
В 25 лет поступил в монастырь св. Теодора Студита близ Рима, 13 октября стал новиком, 24 ноября получил Малую Схиму. 2 апреля 1972 года получил иерейские рукоположения из рук слуги Божьего Иосифа Слепого и блаженного Василия Величковского.
На протяжении 1972—1976 годов обслуживал приход Украинской греко-католической церкви в Крефельде (Германия).
В 1978 году переехал в Америку и стал настоятелем монастыря монахов Студийского устава в Пассейике (штат Нью-Джерси). Вёл приход св. Отца Николая в Пассейике, Успения Пресвятой Богородицы в Рутерфорде (штат Нью-Джерси) до 1990 года.
На протяжении 1995—1996 годов по поручению верховного архиепископа организовал и возглавил Киево-Вышгородский Экзархат Украинской греко-католической церкви.
С 1996 года назначен секретарём верховного архиепископа Украинской греко-католической церкви блаженнейшего кардинала Мирослава-Ивана Любачивского.
В декабре 1992 года стал членом Украинского Библейского Общества и получил поручение осуществить 4-й полный перевод Священного Писания с древнегреческого языка (закончен в 2007 году), параллельно продолжил работу над критическим изданием Острожской Библии.

## Награды и премии
- Национальная премия Украины имени Тараса Шевченко (2007) — за перевод Острожской Библии на современный украинский язык